# PB.DB. The Mixtape
PB.DB. The Mixtape es el primer álbum mixtape del cantante y Compositor Maluma, cuenta con un total de nueve canciones, de las cuales hay cuatro colaboraciones. El álbum fue publicado oficialmente el 13 de enero de 2015, con una preventa en línea, que rompió récords de venta en Colombia. Fue una antesala a su segundo álbum de estudio postergado, también publicado en el mismo año.

## Lista de canciones
| N.º   | Título                              | Productor(es)          | Duración |  |
| 1.    | «La temperatura» (con Eli Palacios) | Josh · MadMusick       | 3:44     |  |
| 2.    | «La curiosidad»                     | Lil Wizard             | 3:39     |  |
| 3.    | «Addicted»                          | MadMusick              | 3:34     |  |
| 4.    | «Carnaval»                          | MadMusick              | 3:32     |  |
| 5.    | «Me gustas tanto»                   | Montana · Frankfussion | 3:39     |  |
| 6.    | «Clímax»                            | The Rudeboyz           | 3:32     |  |
| 7.    | «La invitación» (con Pipe Bueno)    | The Rudeboyz           | 3:39     |  |
| 8.    | «El Punto» (con Luigi 21 Plus)      | The Rudeboyz           | 3:37     |  |
| 9.    | «Duele tanto» (con Felipe Peláez)   | The Rudeboyz           | 3:44     |  |
| 32:53 |                                     |                        |          |  |

## Certificaciones
| País (Certificador) | Certificación | Ventas  |
| ------------------- | ------------- | ------- |
| Colombia (ASINCOL)  | Diamante      | 100 000 |